# كارل فريدرش، دوق ساكس-فايمار-آيزناخ الأكبر
كارل فريدرش (الألمانية:Karl Friedrich؛ 2 فبراير 1783 - 8 يوليو 1853) كان دوق ساكس-فايمار-آيزيناخ الأكبر.
هو أبن البكر لـ كارل أوغسطس، دوق ساكس-فايمار-آيزناخ الأكبر ولويز أوغست من هسن-دارمشتات.
كارل خلف والده بعد وفاته في 1828، أصبحت عاصمته فايمار مركزاً ثقافياً في أوروبا الوسطى بحيث استقبلت العديد من الموسيقيون أمثال يوهان نيبوموك هامل وفرانز ليزت وريتشارد فاغنر الذي شارك في أحد حركات الثورية وأجبر على الفرار من ساكسونيا لاحقاً، وأيضا استقطبت المدينة الكاتب الشهير في ذاك الوقت يوهان فولفغانغ فون غوته وقضى فيها معظم حياته حتى وفاته.

## الزواج والأبناء
تزوج كارل فريدرش من ماريا بافلوفنا من روسيا أبنة بافل الأول قيصر روسيا؛ وأنجبت له أربعة أبناء:-
- بول ألكسندر كارل قسطنطين فريدرش أوغست (25 سبتمبر 1805 - 10 أبريل 1806).
- ماري لويز ألكسندرين (3 فبراير 1808 - 18 يناير 1871)؛ تزوجت من الأمير كارل من بروسيا.
- الإمبراطورة ماري لويز أوغستا كاثرين (30 سبتمبر 1811 - 7 يناير 1890)؛ تزوجت من فيلهلم الأول ملك بروسيا لاحقاً إمبراطور ألمانيا؛ وهو شقيق الأكبر لـ كارل من بروسيا.
- كارل ألكسندر أوغست يوهان، دوق ساكس-فايمار-آيزناخ-الأكبر (24 يونيو 1818 - 5 يناير 1901)؛ تزوج من الأميرة صوفي من هولندا.